# Thallisella
Thallisella é um género de coleópteros da família Erotylidae.